# 안나 데레쇼프스카
안나 데레쇼프스카(폴란드어: Anna Dereszowska, 1981년 1월 7일 ~ )는 폴란드의 배우, 가수이다.

## 출연 작품
- 메이데이 (2020)
- 익사이나 (2012)
- 하드커버 (2008)